# Bacharawiczy
Bacharawiczy (biał. Бахаравічы, ros. Бахаровичи, hist., pol Bacharewicze) – wieś na Białorusi, w rejonie puchowickim obwodu mińskiego, w sielsowiecie Nawapolie, około 34 km na południe od centrum Mińska, na lewym brzegu Ptyczy.

## Historia
| rok  | liczba ludności   |
| ---- | ----------------- |
| 1567 | 60                |
| 1870 | 106 mężczyzn      |
| 1897 | 451               |
| 1908 | 526, 12 w majątku |
| 1917 | 529, 52 w majątku |
| 1960 | 295               |
| 1999 | 94                |
| 2002 | 61                |
| 2010 | 49                |
| 2012 | 36 w 25 gospod.   |

Bacharewicze są znane od XVI wieku. Wtedy dobra te znajdowały się w powiecie mińskim województwa mińskiego Wielkiego Księstwa Litewskiego i Rzeczypospolitej Obojga Narodów. Po II rozbiorze Polski w 1793 roku znalazły się w Imperium Rosyjskim, w guberni mińskiej, w powiecie ihumeńskim, w gminie Dudzicze. 15 września 1919 roku gmina ta wraz z powiatem ihumeńskim weszła w skład administrowanego przez Zarząd Cywilny Ziem Wschodnich okręgu mińskiego. Po wytyczeniu granicy wschodniej dobra te znalazły się poza terytorium II Rzeczypospolitej: na terytorium ZSRR, a od 1991 roku – na terytorium niepodległej Białorusi.
Baharewicze przez około sto lat, do połowy XIX wieku były własnością rodziny Bykowskich herbu Gryf. Józefa Bykowska (~1829–1892), wychodząc w 1856 roku za Władysława Weyssenhoffa (1830–1900) herbu Łabędź, wniosła ten majątek w posagu do rodziny Weyssenhoffów. Władysław i Józefa byli rodzicami trzech synów, w tym Henryka.
Około 1870 roku majątek Weysenhoffów liczył około 560 ha. W 1888 roku na jego terenie wybudowano młyn parowy, w którym w 1895 roku pracowało 3 pracowników. W 1897 roku był tu spichlerz. Na terenie wsi istniała też kaplica cmentarna.
Po rewolucji październikowej otwarto tu szkołę podstawową, w której w 1922 roku uczyło się 40 dzieci. Na początku lat trzydziestych XX wieku powstał kołchoz „Nowe Bacharewicze”. Działała tu też wtedy kuźnia.

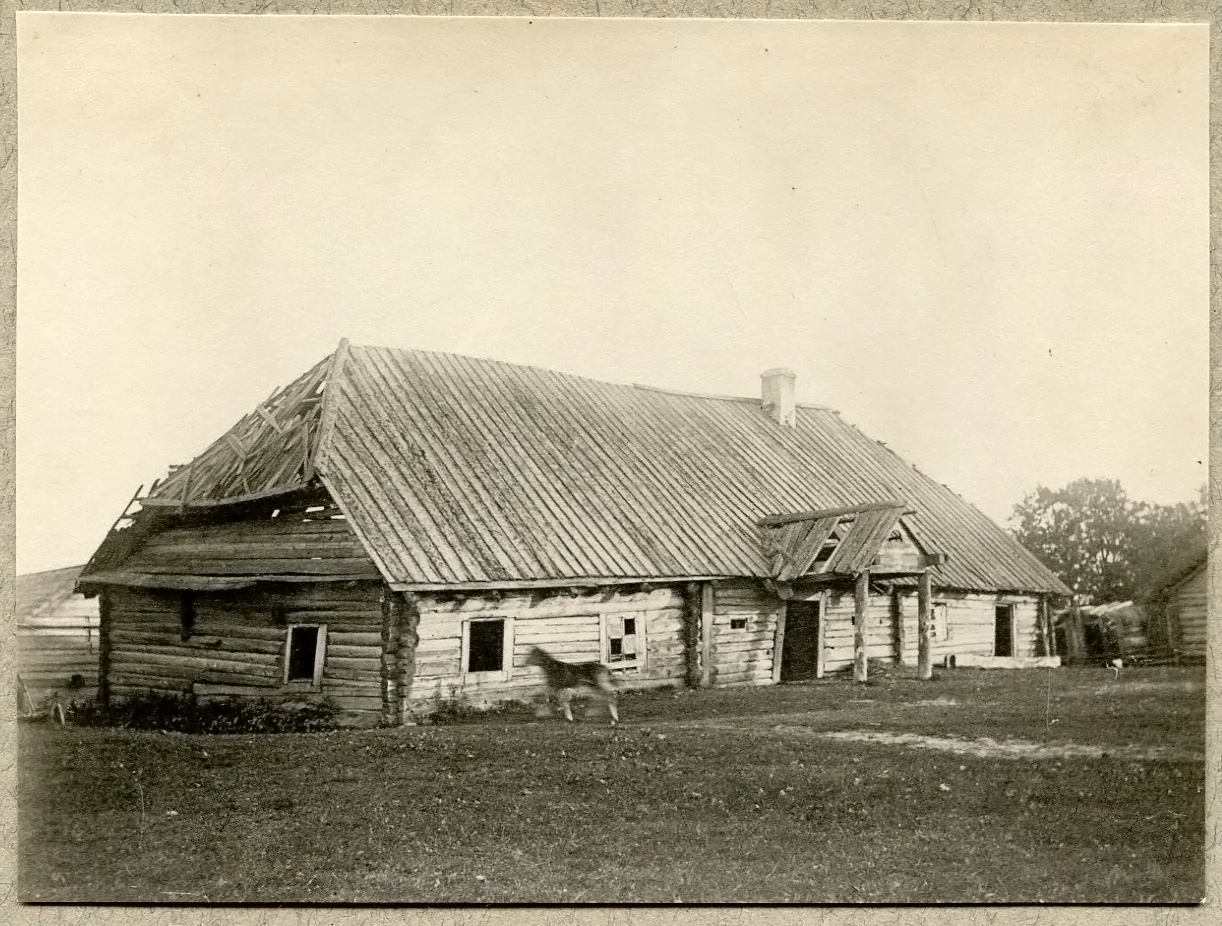
Drewniana chata (może dawny dwór?), około 1916 roku